# زايديكو

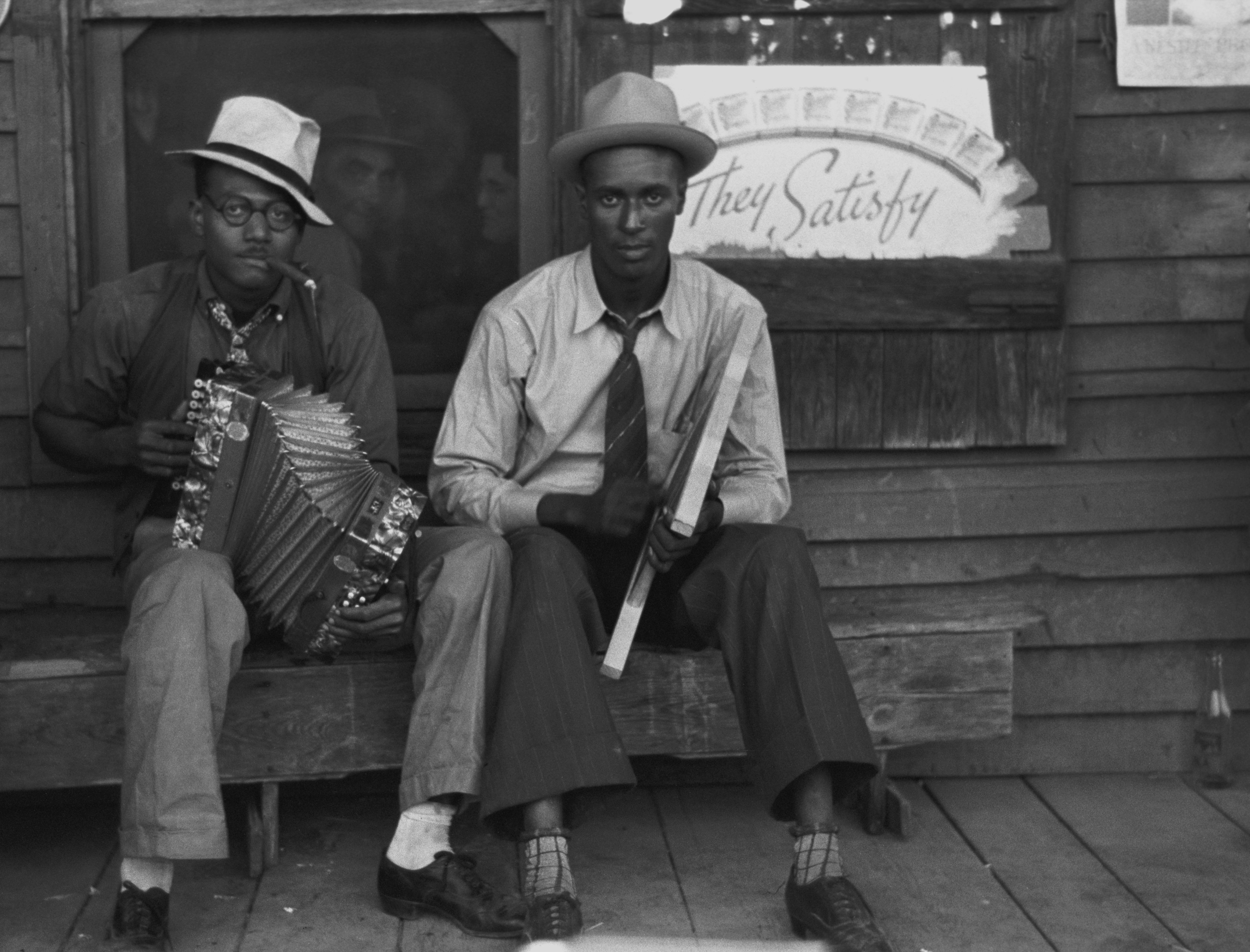

زايديكو Zydeco هي نوع موسيقي نشأ في جنوب غرب لويزيانا بين المتحدثين بالفرنسية الكريولية.
وهي خليط من موسيقى البلوز وإيقاعه من ناحية وموسيقى السكان الأصليين الكريوليون في لوزيانا.
ويجب التفريق بين موسيقى الزايديكو وموسيقى الكاجون في لويزيانا، واللتين أثر كل منهما على الآخر، مكونين مجموعة من الأنواع الموسيقية الشعبية في لوزيانا.